# Naturbildung
Naturbildung ist die handlungsorientierte Verknüpfung von Naturerleben und ökologischer Bildung anhand konkreter Natur-Phänomene als Beitrag zur Bildung für nachhaltige Entwicklung.
Der Begriff der Naturbildung ist in der umweltpädagogischen Debatte noch relativ neu und bislang weniger bekannt als der der Umweltbildung. Der Begriff wurde Ende der 1990er Jahre von Gerhard Trommer und Wilfried Janßen geprägt, da die „klassische“ Umweltbildung ihrer Meinung nach der Bedeutung konkreter Naturerfahrungen zu wenig Bedeutung bemesse.

## Umweltbildung und Naturerleben
In der Umweltbildung zeichnete sich nach Ansicht von Trommer und Janßen in den 90er Jahren eine Tendenz zu einer „technischen“ Behandlung des Umweltproblems ab. Im Mittelpunkt der Bildungsprozesse stünden Wassersparen, Energieeffizienz, verändertes Konsumverhalten, Eine-Welt-Aktionen und ein Mobilitäts-Wandel. Zu wesentlichen Orten der didaktischen Vermittlung würden die Medien und der reguläre Schulunterricht erklärt. Die originäre Naturbegegnung im Freien spiele in den entsprechenden Konzepten fast keine Rolle. Dieses einseitige Bildungsverständnis spiegele sich heute in einer ganzen Reihe von Bildungsprojekten für Nachhaltige Entwicklung wider.
Als Gegenbewegung zum klassischen Umweltbildungs-Verständnis präsentierten Trommer und Janßen das Naturerleben, d. h. die subjektiv bedeutungsvolle Wahrnehmung von Naturphänomenen. Mit Hilfe von Naturerlebnis-Spielen nach Joseph Bharat Cornell und einer intuitiven Einfühlung in die Natur sollten wichtige Impulse zur Rettung der Erde gegeben werden. Der Ansatz schöpft weiterhin Anregungen aus der Tiefenökologie, die auf eine grundlegende Verbundenheit des Menschen mit der Natur abhebt und eine Verknüpfung allen Lebens (und somit auch des Menschen als Teil der Natur) verdeutlichen will.

## Definition
Das Konzept der Naturbildung soll nach Trommer und Janßen die scheinbaren Gegensätze zwischen Umweltbildung und Naturerleben aufheben und die originäre Naturbegegnung auf eine theoretische Basis stellen. Naturbildung wird dabei als Ergänzung zum „klassischen“ Konzept der Umweltbildung verstanden. Naturbildung wird von Berthold Langenhorst wie folgt definiert: 
Naturbildung ist die handlungsorientierte Verknüpfung von Naturerleben und ökologischer Bildung anhand konkreter Natur-Phänomene als Beitrag zur Bildung für nachhaltige Entwicklung.
Im Mittelpunkt dieser Definition stehen damit Handlungs- und Erfahrungslernen, originäre Naturbegegnung, ökologische Bildung, Betonung des Lernens als affekt-logischer, selbst gesteuerter Prozess und die Einbindung in die Bildung für Nachhaltige Entwicklung.

## Parameter
Mit der Betonung des Handlungs- und Erfahrungslernens verweist die obige Definition von Naturbildung auf reformpädagogische Konzepte; erlebnispädagogische Ansätze spielen eine große Rolle. Die originäre Naturbegegnung steht – ähnlich wie in der amerikanischen Naturinterpretation – im Mittelpunkt der Naturbildung: Alle Lernprozesse finden in unmittelbarem Zusammenhang mit konkreten Naturphänomenen statt. Hierbei unterstreicht der Ansatz des Naturerlebens die Bedeutung der subjektiv-emotionalen Mitwelt-Wahrnehmung. Im Begriff der Bildung, der bewusst anstelle von „Pädagogik“ (Naturpädagogik, Naturerlebnis-Pädagogik) gewählt wurde, soll ein Verständnis von Lernen als primär selbst gesteuertem Prozess betont werden, wie es im pädagogischen Konstruktivismus zum Ausdruck kommt. Der ökologische Bildungsansatz bietet einen konzeptionellen Rahmen für die Zielausrichtung der Bildungsprojekte. Naturbildung ist als Beitrag zur Bildung für nachhaltige Entwicklung konzipiert. Naturbildung geht damit über Ansätze einer „naturschutzbezogenen Bildung“ hinaus, die vorwiegend die Akzeptanz von Naturschutzmaßnahmen in der Bevölkerung steigern möchten.
Typische methodische Bausteine von Naturbildungsprojekten sind das elementare Naturerleben, der ästhetische und rekreative Naturbezug, das Spiel, das ökologisch-erkundende Forschen und die partizipative Reflexion. Als elementares Naturerleben werden originäre Begegnungen mit den Urkräften der Natur, z. B. den vier Elementen Erde, Feuer, Wasser, Luft in herausfordernden Situationen verstanden, die mit Hilfe von einfachen Survival-Techniken indigener Völker bewältigt werden.
Je nach Einsatzort kann die Naturbildung in verschiedene Teildisziplinen aufgeteilt werden: Wildnisbildung für Wildnisgebiete wie Nationalparke, Kulturlandschafts-Bildung für Naturparke und Biosphärenreservate sowie Naturbildung in der städtischen Zivilisation. Ein Beispiel hierfür ist die Einrichtung von städtischen Naturerlebnis-Räumen. Naturbildungs-Konzepte eignen sich hervorragend für moderne Bildungsprojekte in Großschutzgebieten.

## Naturbildung und Nachhaltige Entwicklung
Die Forschungen von Susanne Bögeholz und Armin Lude zur Bedeutung des Naturerlebens für Umweltbewusstsein, Umweltwissen und Umwelthandeln haben eine Trendwende in der wissenschaftlichen Beurteilung originärer Naturerfahrungen eingeläutet. Es zeigte sich, dass Kinder und Jugendliche, die über viele Naturerfahrungen verfügen, ein weitaus höheres Umweltbewusstsein zeigen als solche, die nur mediales oder (Buch-)Wissen über die Natur erworben hatten. Deutlich wurde aber auch, dass einfache Naturerfahrungen nicht ausreichen: Erst die Einbettung von Naturerlebnis-Aktionen in klare Bildungskonzepte erbringt effektive Lernerfolge. Auch im Rahmen einer kognitiv ausgelegten ökologischen Urteils- und Gestaltungskompetenz stellt das subjektive Naturerleben jene „Basiserfahrungen“ bereit, die es vielen Kindern und Jugendlichen überhaupt erst ermöglichen, Naturstücke positiv zu bewerten (Bögeholz & Barkmann). 
Mit seinen Forschungen zu Naturbildern von Jugendlichen hebt auch Rainer Brämer die besondere Bedeutung von originären Naturerfahrungen für das Umweltbewusstsein hervor. In Schülerbefragungen zeigte sich eine starke Naturentfremdung von Jugendlichen, die sich erst einmal durch mangelnde Kenntnisse über die Natur auswies. Auf der anderen Seite offenbarte sie darüber hinaus in den Köpfen der Schüler Bilder einer paradiesisch-harmonischen Natur, in der der Mensch nur als „Störenfried“ gilt. Mit diesen unrealistischen Naturvorstellungen ist es kaum möglich, ein Verständnis für die nachhaltige Nutzung der Mitwelt zu entwickeln – Nutzung wird hier generell mit Zerstörung gleichgesetzt.
Während die Umweltbildung im Rahmen der Bildung für Nachhaltige Entwicklung ihren Schwerpunkt auf die Vermittlung von Gestaltungskompetenzen legt, ist für die Naturbildung aufgrund dieser Befunde die Förderung von psychisch-mentalen Lernprozessen von zentraler Bedeutung. In ihrem Mittelpunkt steht die Reflexion über das Verhältnis von Mensch und Natur und einen veränderten Umgang mit der Mitwelt. Fünf Aspekte sind hierbei besonders wichtig:
- Das leibliche Erspüren der eigenen empfindlichen und lebendigen Natur des Menschen durch eine sorgsame „Bewilderung“
- Das konkrete Erfahren der Wechselwirkungen von Mensch und Mitwelt als Grundlage ökologischer Urteilskompetenz
- Das intensive Erleben von wilder, eigensinniger Natur zwischen Harmonie und Chaos, um ein Naturverständnis jenseits romantischer Paradies-Projektionen entwickeln zu können
- Das Erleben der wilden Natur als Ort der persönlichen Freiheit in einer demokratischen Gesellschaft und das Entdecken der Natur als wert- und lustvoller Ort
- Die eingehende Reflexion über Sinnfragen mit dem Fokus auf den eigenen Lebensstil und den Gedanken der Suffizienz, also die Begrenzung eigener materieller Ansprüche

Eine zentrale Aufgabe der Naturbildung ist es, Bildungsprojekte zu entwickeln, die diese Aspekte in den Mittelpunkt stellen und für verschiedene Zielgruppen erlebbar machen.